# Ród Rohan
Rohan – znana francuska rodzina wicehrabiowska, która w późniejszym czasie zdobyła tytuły hrabiów i książąt.

## Historia rodu

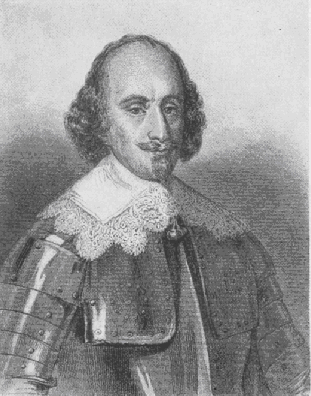
Herkules II de Rohan

Pierwszą siedzibą rodu była miejscowość Rohan w Bretanii. Ich linia wywodzi się od wicehrabiów Porhoët i legendarnego Conana z Meriadok. Poprzez linię Porhoët Rohanowie są związani z domem książąt Bretanii. Poprzez stulecia ród Rohan zawierał korzystne majątkowo i dyplomatycznie małżeństwa z arystokracją europejską i na stałe zapisał się w historii kraju i Europy
Początki rodu giną w mroku dziejów, Pierwszym znanym członkiem rodu był jest Guéthenoc, który wzniósł zamek Josselin.

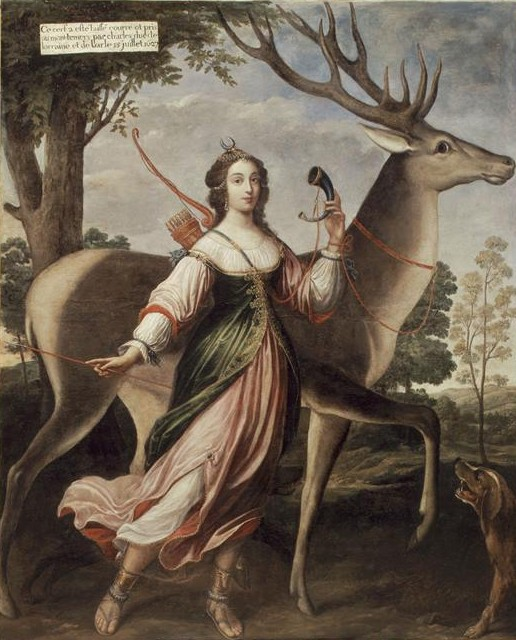
Marie de Rohan, księżna Cheveuse

Guéthenoc był ojcem Josselina, który brał udział w podboju Anglii przez Wilhelma Zdobywcę i bitwie pod Hastings. Otrzymał ziemie w Bedfordshire, Buckinghamshire i Gloucestershire i miasto Caerwent. Zmarł w 1074. Jego syn Eudon I przejął po nim Porhoet, jego żoną była Emma de Leon, córka wicehrabiego de Leon. Zmarł w 1092. Eudon miał trzech synów: Josselina II, Alaina i Gotfryda I de Rohan.
W 1104 roku Alain I, protoplasta rodziny de Rohan, zbudował zamek Rohan. Odon de Porhoet był synem Gotfryda, księcia Bretanii w latach 1148 i 1156.

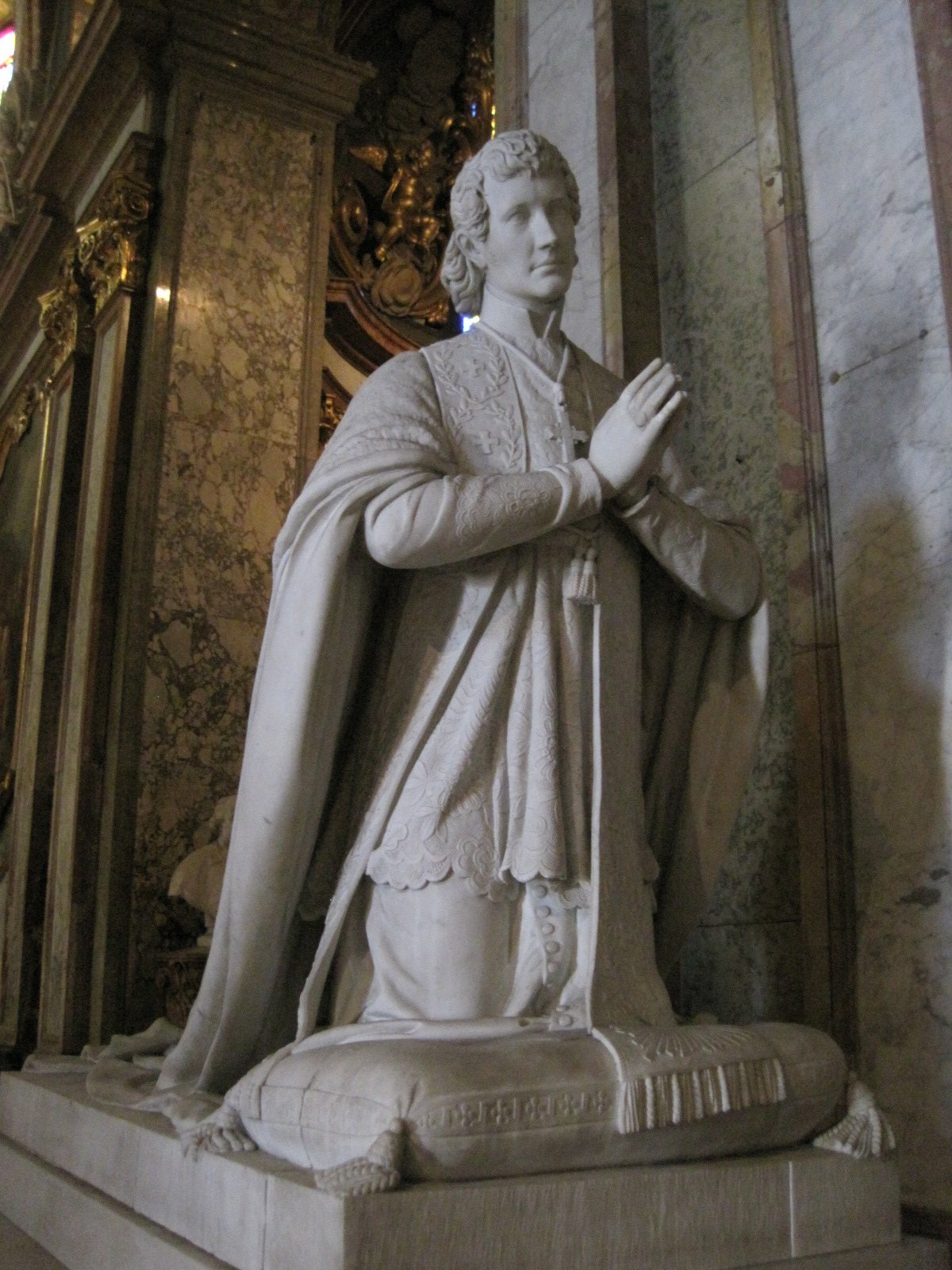
Ludwik Franciszek August de Rohan-Chabot, kardynał

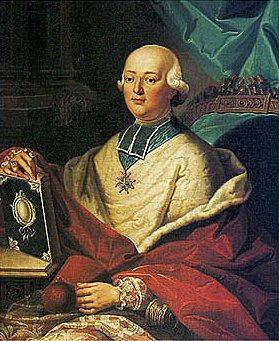
Ludwik René Edward de Rohan-Guéméné, kardynał

Pierwszy książę Rohan, Henryk II de Rohan-Gie, przekazał tytuł kuzynowi z linii Chabot, który poślubił jego jedyną córkę. W ten sposób linia Rohan-Chabot odziedziczyła tytuł książąt Rohan.

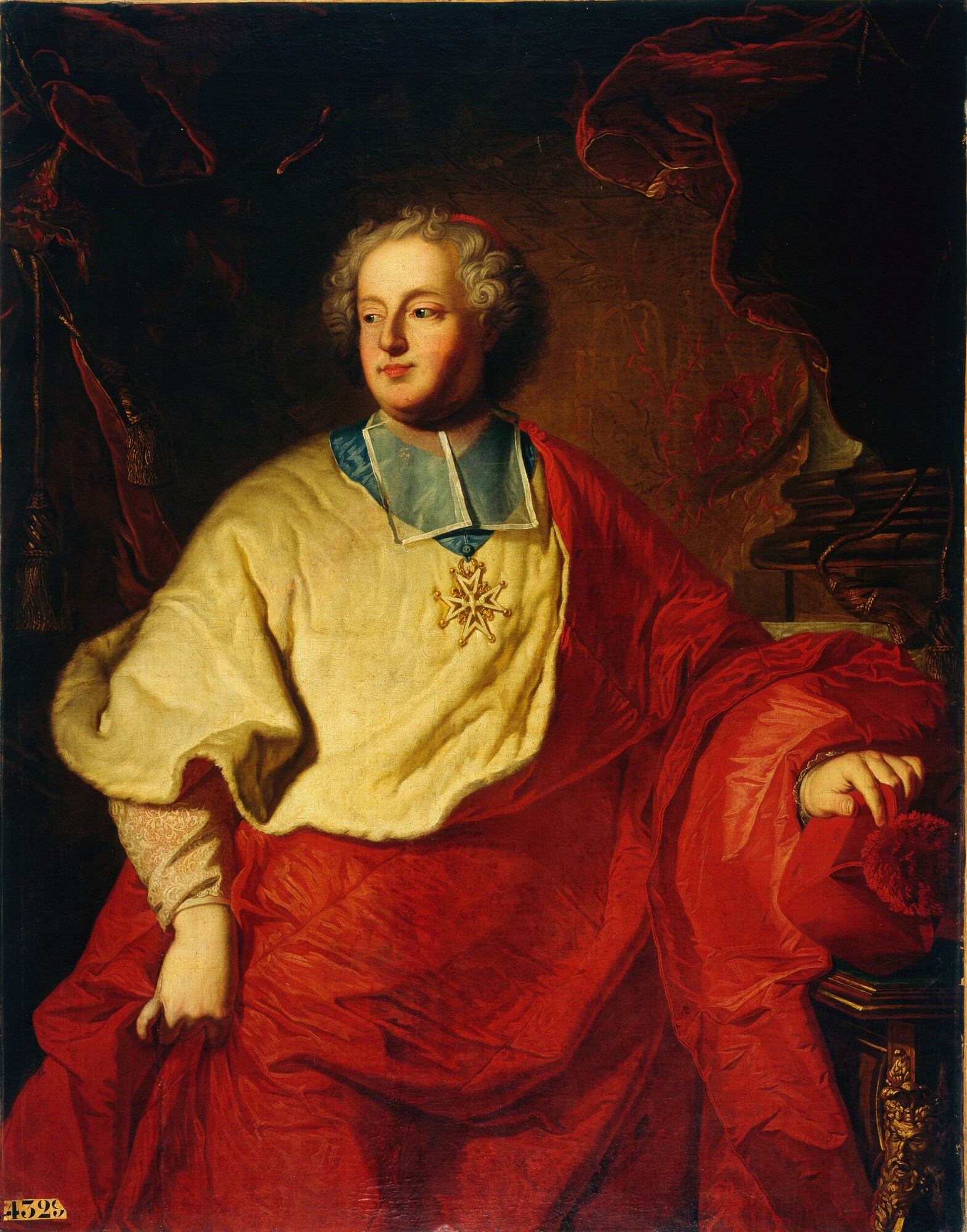
Armand-Gaston Maksymilian de Rohan, kardynał

W wieku XVII ród zyskał tytuł książąt krwi książęcej z powodu pochodzenia od dawnych królów Bretanii i tytuł książąt Świętego Cesarstwa Rzymskiego.

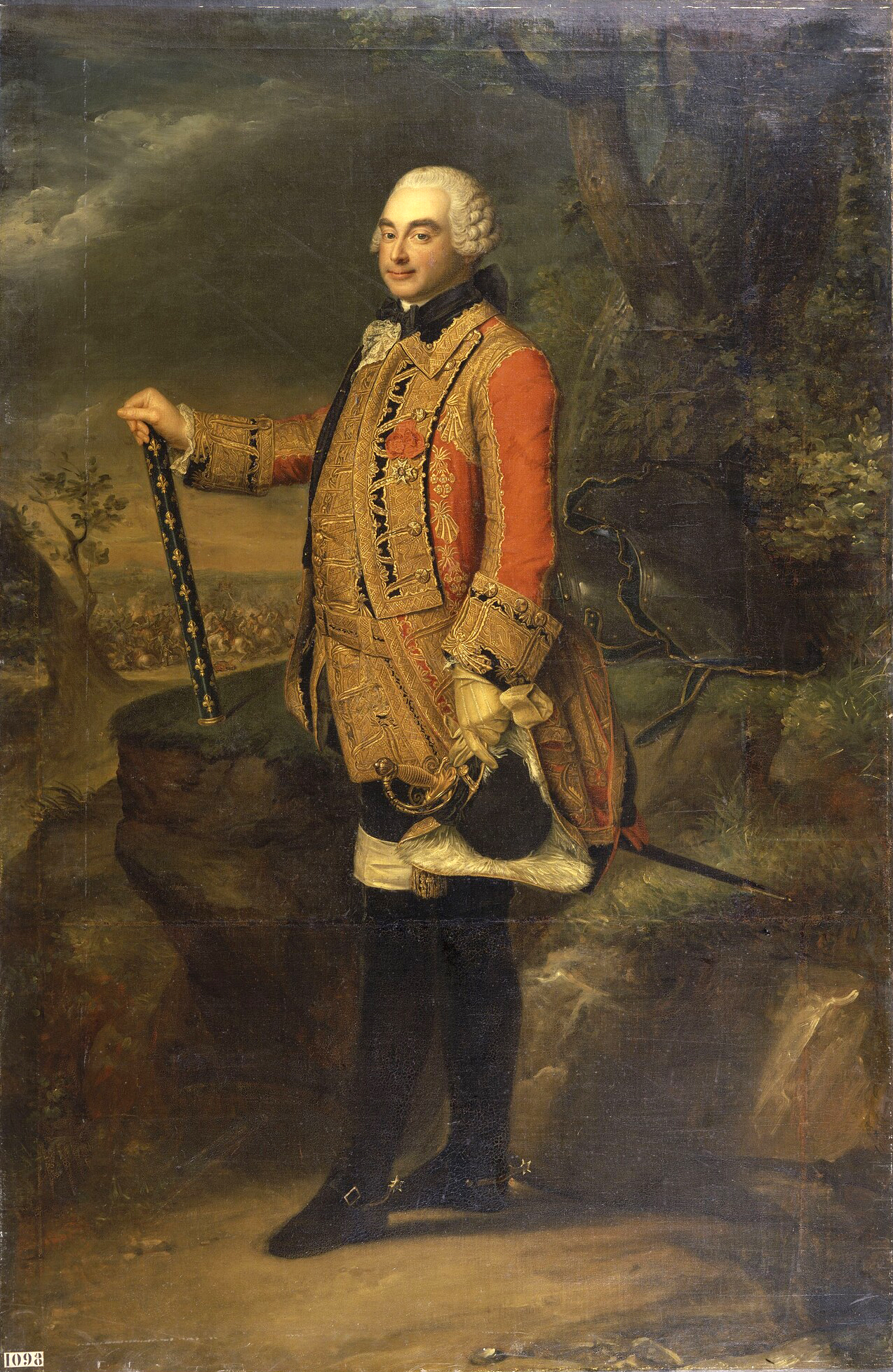
Karol de Rohan-Soubise

W XVIII wieku czterech kardynałów z rodu Rohan wstąpiło na tron arcybiskupa Strasburga:
Armand-Gaston de Rohan-Soubise (prawdopodobnie naturalny syn Ludwika XIV, 1674–1749) kapelan króla, François-Armand de Rohan-Soubise (1717–1756), Louis de Rohan Constantin-Guémené (1697–1779) i Louis-René de Rohan-Guémené (1734–1803) wielki kapelan króla i rektor Sorbony. Również dwóch innych duchownych z tego rodu wyróżniło się także w tym czasie: Jules Armand de Rohan-Guémené (1695–1762) arcybiskup, książę Reims którzy ukoronował Ludwika XV i Ferdynand Maksymilian Mériadec (1738–1813) arcybiskup Bordeaux, pierwszy kapelan cesarzowej Józefiny.
W przededniu Rewolucji Francuskiej dwóch członków rodu zyskało (co prawda nie zawsze chlubną) sławę: Henri-Louis-Marie de Rohan-Guémené książę Montbazon, najstarszy z rodu, i Louis René Édouard de Rohan, który w 1785 padł ofiarą oszustwa w aferze naszyjnkowej. Niektórzy członkowie rodziny Rohan-Guémené, wyemigrowali do Austrii i zamieszkali w zamku Sychrov. Po wymarciu tej rodziny w 1846 roku, młodsza gałąź książąt Rochefort odziedziczyła ziemie w Czechach, lecz w wyniku przemian ustrojowych utraciła je w 1945 roku. W międzyczasie zyskują tytuł książąt Świętego Imperium Rzymskiego (w Austrii do 1919).
Rodzina wydała trzech Jałmużników Francji, ośmiu rycerzy Zakonu Świętego Ducha, dwóch marszałków Francji, trzech naukowców.

## Linie rodu Rohan
```
 Dom de Rohan
     │    │
     │    └──> 
 linia de Rohan (†)
     │              │
     │              ├──> 
 linia de Rohan-Guéméné (†)
     │              │         │    │    │
     │              │         │    │    └──> 
 linia de Rohan-Rochefort
     │              │         │    │
     │              │         │    └──> 
 linia de Rohan-Soubise (†)
     │              │         │
     │              │         └──> 
 linia de Rohan-Gié(†)
     │              │                   │
     │              │                   └──> 
 linia de Rohan-Chabot
     │              │
     │              └──> 
 linia de Rohan-Gué-de-l'Isle (†)
     │                        │
     │                        └──> 
 linia de Rohan-Polduc (†)
     │
     └──> 
 linia de Rohan-Montauban (†)
```

### Linia Rochan-Chabot
W 1647 Małgorzata Rohan księżna Rohan (1617–1684), córka Henryka II, pierwszego księcia Rohan poślubiła Henryka de Chabot (1616–1655) i pomimo sprzeciwu kuzynów z linii Rohan-Guémené król Ludwik XIV zezwolił ich potomstwu nosić nazwisko Rohan-Chabot.

### Linia Rohan-Guémené
W 1534 roku poprzez małżeństwo Piotra II Rohan-Gie z wicehrabiną Anną de Rohan powstał ród Rohan-Guémené. Ich syn René I de Rohan, urodzony w 1516, zmarł 20 października 1552 w Metz, jego żoną była Izabela d'Albret, z którą miał piątkę dzieci:
- Franciszka de Rohan
- Ludwik de Rohan, seigneur de Gie
- Henryk I de Rohan
- Jan de Rohan
- René II de Rohan, żonaty z Katarzyną de Parthenay

Rene II de Rohan żeniąc się z dziedziczką Jana V Parthenay, na nowo przywrócił rodowi ziemie Mouchamps i tytuł książąt Soubise. spośród piątki dzieci które urodziła mężowi szczególnie wyróżniała się poetka Anne de Rohan. Tytuł księcia Soubise przekazano najmłodszemu synowi, Benjaminowi de Rohan (zmarł bezpotomnie), po jego śmierci tytuł odziedziczył jego starszy brat, Henryk II de Rohan, znany obrońca protestantyzmu i podróżnik (po jego śmierci król Henryk IV Burbon przyznał ziemie księstwa Marguerite de Béthune (1595–1660), córce ministra Sully)
roku
Linia Rohan-Gie, połączyła się z linią Rohan-Chabot poprzez małżeństwo Małgorzaty, córki Henryka II de Rohan i katolika Henryka Chabot w 1645 roku z ich dzieci wychowane zostały w religii katolickiej.
Ród Rohan-Chabot otrzymał w roku 1648 tytuł książąt Rohan i Leon, parów Francji, wicechrabiów Porhoet a także honorowy tytuł krewnych króla.

### Linia Rohan de l'Isle-Ford
Linię zapoczątkował w 1270 Alain VI de Rohan i Tomasa de la Roche-Bernard. Nazwa pochodzi od ziem Saint-Etienne du Gue de l'Isle. Linia wymarła w 1530.

### Linia Rohan-Montaubazon
Linię zapoczątkował w 1185 Alain III de Rohan i Francoise de Corbey. Nazwa rodu pochodzi od ziem Montauban-de-Bretagne w pobliżu Rennes. Na szczególną uwagę zasługują pochodzący z tego odgałęzienia Rohanów szeneszalowie, marszałkowie i szambelani Francji. Linia wymarła w 1535 roku.

### Linia Rohan-Polduc
Pochodzenie linii jest niejasne pierwszym znany członek rodu urodził się około 1500. Nazwa pochodzi od ziem Pouldu pobliżu Pontivy (obecnie miasta Saint-Jean-Brévelay). Wybitnym członkiem tej linii jest Emmanuel de Rohan-Polduc, Wielki Mistrz Zakonu Maltańskiego w latach 1775–1797. Linia wymarła w 1800 roku.
- Linia Rohan de l'Isle-Ford, wymarła w 1530 roku
- Linia Rohan-Polduc, wymarła w 1800 roku
- Linia Rohan-Montaubazon, wymarła w 1535 roku
- Linia Rohan-Gie, wymarła 1638 roku
- Linia Rohan-Soubise, wymarła 1787 roku

## Najważniejsi członkowie

### Duchowni
- Josselin de Rohan, biskup Saint-Malo
- Geoffrey de Rohan, biskup Vannes i Saint-Brieuc,
- François de Rohan, biskup Angers (1501–1532) i arcybiskup Lyonu (1532–1536)
- Claude de Rohan (1501–1540), biskup Kornwalii
- Armand Gaston Maximilien de Rohan, książę de Rohan (1674–1749). Biskup Strasburga w 1704 roku został kardynałem w roku 1712, oraz Wielki Kapelan w 1713 roku. Został wybrany do Akademii Francuskiej w 1704.
- Armand de Rohan-Soubise (1717–1756). Był bratankiem Gastoa Armanda i przyjął nazwisko Soubise aby odróżnić się od niego, został kardynałem w 1747 roku, został biskupem Strasburga w 1749 roku. Był też Wielkim Kapelanem i rektorem Uniwersytetu w Paryżu. Został wybrany do Akademii Francuskiej w 1741 roku.
- Louis de Rohan-Constantin Caesar Guémené (1697–1779), biskup Strasburgu w 1756 roku, został kardynałem w roku 1761.
- Louis René Édouard de Rohan-Guémené (Paryż 1734-Ettenheim 1803), książę de Rohan, kardynał arcybiskup Strasburga, Wielki Jałmużnik. Był zamieszany w aferę naszyjnikową, która przyniosła mu więzienie w Bastylii. Udał się na wygnanie w 1791 roku do Ettenheim w niemieckiej części swojej diecezji. Zmarł w lutym 1803 roku. Został wybrany do Akademii Francuskiej w 1761 roku.
- Jules Armand de Rohan-Guémené (1695–1762) arcybiskup książę Reims koronował Ludwika XV.
- Ferdynand Maksymilian Mériadec de Rohan, książę de Rohan-Guéménée (1738–1813), arcybiskup Bordeaux w 1769 roku, książę arcybiskup Cambrai (1781) i Liège (1790), był pierwszym kapelanem cesarzowej Józefiny de Beauharnais.
- Louis-François-Auguste de Rohan Chabot (1788–1833), ożenił się w 1808 roku z Marie-Georgine Armandine z Sérent, został wdowcem w 1810 roku. Odziedziczył tytuły księcia i para Francji po śmierci ojca w 1816 roku, po przemianie religijnej odrzuca perspektywę drugiego małżeństwa i decyduje się wstąpić do seminarium w 1819 roku. Przy poparciu króla Karola X, został mianowany arcybiskupem Besançon od 1828 do jego śmierci w 1833 roku. Został mianowany kardynałem w 1830 roku. Uznawany za prototyp postaci biskupa Agde w Czerwone i czarne Stendhala.

### Wojskowi
- Pierre de Rohan, seigneur de Gie, marszałek Francji, zwany "Marszałkiem de Gie" (1451–1513). Dyplomata, był doradcą Ludwika XI, Karola VIII i Ludwika XII. W 1504 został oskarżony o zdradę. W 1506, Pierre de Gie został zawieszony z urzędu na okres pięciu lat i wygnany z dworu. Następnie jest on zwolniony z podejrzenia zdrady.
- Henryk II de Rohan (1579–1638). protestant, walczył w południowej Francji na czele wojsk królewskich między 1615 i 1629 roku. Zdradził Ludwika XIII, zajął hiszpańskie Valtellina i został śmiertelnie ranny w służbie księcia Sachsen-Weimar.
- Charles de Rohan-Soubise, księcia de Rohan-Rohan, marszałek Francji nazywany Marszałkiem de Soubise (1715–1787). Przyjaciel króla Ludwika XV, brał udział w wojnie siedmioletniej.

### Politycy
- Jan II wicehrabia de Rohan (1452–1516), generał porucznik Wielkiej Brytanii
- Marie de Rohan-Montbazon (1600–1679) pierwsza księżna Luynes i księżna (nazwa, pod którą jest najbardziej znana) poprzez małżeństwo z księciem Chevreuse, w końcu księżniczka Chevreuse podczas swego wdowieństwa.

### Awanturnicy
- Louis de Rohan-Guémené (1635–1674), zwany Kawalerem de Rohan.